# チーク・トゥ・チーク
「チーク・トゥ・チーク」（英語: Cheek to Cheek）はジャズのスタンダード・ナンバーの1曲。邦題としては「頬よせて」、「頬に頬よせて」、「頬よせあって」などがある。

## 概要
作詞・作曲はアーヴィング・バーリン。1935年のアメリカ合衆国のミュージカル映画『トップ・ハット』のために書き下ろされた楽曲である。映画ではフレッド・アステアが歌い、ジンジャー・ロジャースと踊った。受賞は逃しているが第8回アカデミー賞歌曲賞にノミネートされた。
歌詞の内容は、女性との出会いを「まるで天国にいるようだ」と例え、一緒に踊ると「幸せを見つけたようだ」「胸が高鳴る」といったような現実離れしたドラマティックな展開を見せる。ダンスシーンに相応しい軽快なテンポが魅力的であり、まさにフレッド・アステアのために書かれた曲と言えるだろう。

## 楽曲の構成
本曲の構成は変則的でありヴァースが存在しない。
1. Aメロ（16小節）
2. Aメロ（16小節）
3. Bメロ（8小節）
4. Bメロ（8小節）
5. Cメロ（8小節）
6. Aメロ（16小節）

となっており、計72小節の構成となっている。

## 主なカバー
1938年の映画『世紀の楽団』でも劇中歌として使用されている。
- エラ・フィッツジェラルド&ルイ・アームストロング - 『エラ・アンド・ルイ（英語版）』（1956年） エラとルイの声質は大きく違うのに奇跡的なマッチングをしている。ルイのトランペット演奏はオブリガートに留まり、歌唱が主[1]。
- アーマッド・ジャマル - 『アーマッド・ジャマルVol.4』（1958年） ストレートな演奏であるが、得意な転調は健在[1]。
- バディ・リッチ - 『プレイタイム』（1961年） ハードでアップテンポに仕上げている[1]。